# Alberto Ginés López
Alberto Ginés López   (Càceres, 23 d'octubre de 2002) és un escalador espanyol, el primer campió olímpic en escalada.
Nascut en una família d'escaladors, Ginés va començar a practicar escalada als 4 anys. Actualment, s'entrena al Centre d'Alt Rendiment de Sant Cugat del Vallès.
Va guanyar diverses competicions, entre les quals en el Campionat Europeu d'Escalada de 2019, en la prova de dificultat, en el que va quedar subcampió. En els Jocs Olímpics de Tòquio 2020, on per primera vegada l'escalada ha estat esport olímpic, ha aconseguit la medalla d'or en la prova combinada. Després d'arribar a la final va quedar primer en la prova de velocitat, setè en la de bloc i quart en la de dificultat.

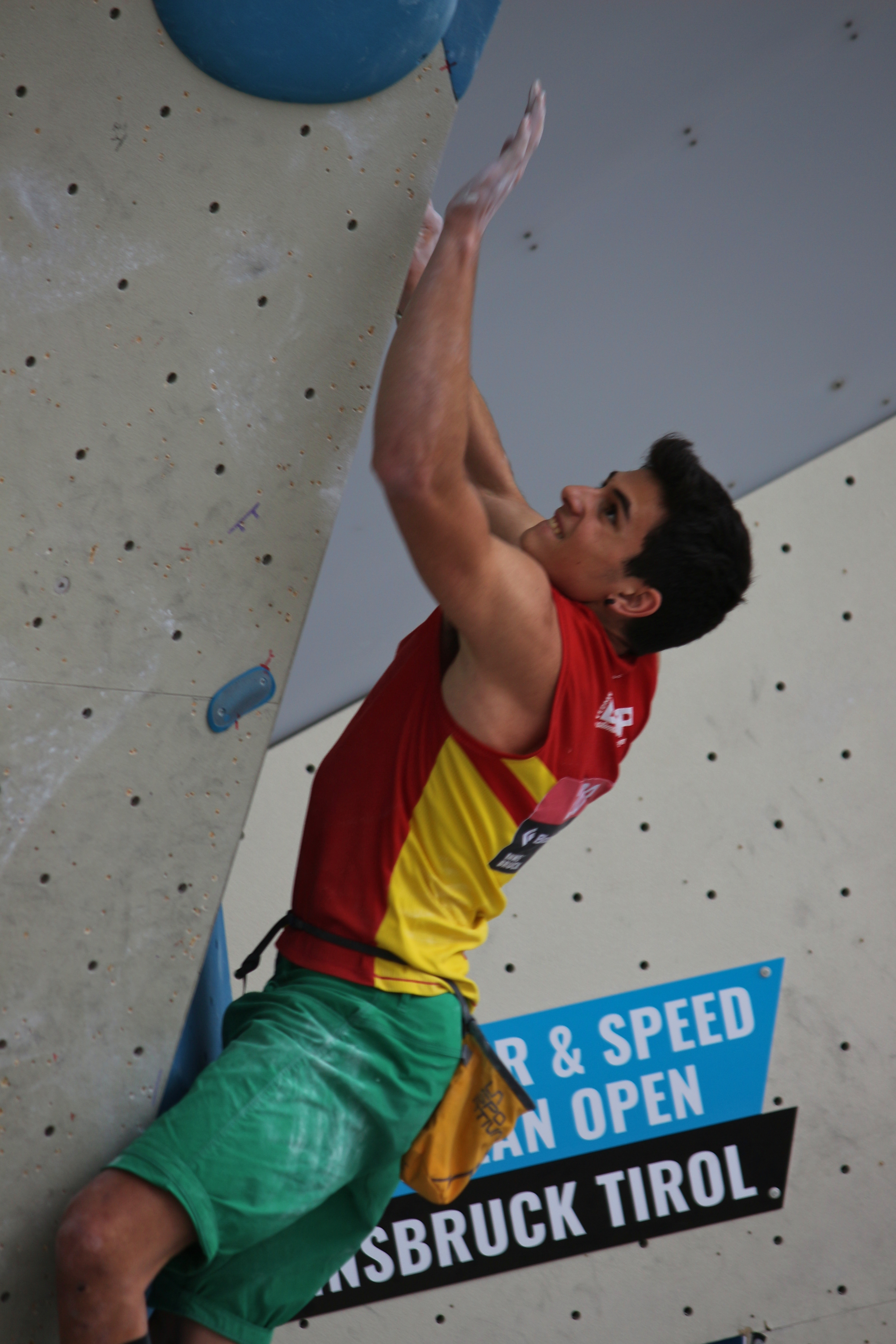